# 로라 프레이저
로라 프레이저(Laura Fraser, 1976년 7월 24일 ~ )는 스코틀랜드의 배우이다.

## 출연 작품
- 다크 인카운터 (2019)
- 비츠 (2019)
- 인 더 클라우드 (2018)
- 원 오브 어스 (2016)
- 난 연쇄 살인범이 아니다 (2015)
- 콕트 (2015)
- 더 시스터후드 오브 나이트 (2014)
- 블랙박스 (2014)
- 캐슬스 인 더 스카이 (2014)
- 위시 유 웰 (2013)
- 쿠쿠 (2009)
- 노 홀즈 바드 (2009)
- 더 보이스 아 백 (2009)
- 플라잉 스코츠맨 (2006)
- 니나의 천국의 맛 (2006)
- 랜드 오브 더 블라인드 (2006)
- 천사의 투쟁 (2004)
- 알콜과 함께 한 16년 (2003)
- 스테이션 짐 (2001)
- 기사 윌리엄 (2001)
- 케빈 앤 페리 고 라지 (2000)
- 크리스마스 캐롤 (1999)
- 해롤드 스미스에게 무슨 일이 있었나 (1999)
- 승부 (1999)
- 사이버 체인지 (1999)
- 타이투스 (1999)
- 레프트 러기즈 (1998)
- 잭의 이혼 (1998)
- 베티 (1998)
- 스몰 페이스 (1996)
- 브레이킹 배드 (2008)